# فرانك سميث (سياسي أمريكي)
فرانك سميث (بالإنجليزية: Frank Smith)‏ هو سياسي أمريكي، ولد في 17 سبتمبر 1942 في نيونان في الولايات المتحدة.